# Biserica Sfinții Arhangheli Mihail și Gavril din Săndulești
Biserica Sf. Arhangheli Mihail și Gavril este un monument istoric și de arhitectură situat în localitatea Săndulești (3 km vest de Turda). Edificiul a fost construit de comunitatea română unită (greco-catolică) în anul 1702. 

## Istoric
Ca un rezultat al efortului constructiv și de emancipare națională a micii nobilimi românești poate fi considerată această mică si valoroasă biserică din Săndulești. Monument de proporții relativ modeste, lăcașul de cult este asemănător, ca plan, ctitoriilor cneziale din ținutul Hunedoara, ca bisericile din Bârsău și Leșnic, construite în secolul al XV-lea. Biserica din Săndulești este compusă dintr-o absidă poligonală cu unghi în ax, un naos aproape patrat și un pronaos, având contraforți pe fațadele de sud și de nord. Deasupra pronaosului se află o clopotniță de lemn, înălțată în secolul al XVIII-lea.
În anul 1948 biserica a fost confiscată de către autoritățile comuniste și trecută în folosința Bisericii Ortodoxe Române. Lăcașul de cult a fost declarat monument istoric. Cu toate acestea, în anul 1976 biserica a fost părăsită, iar comunitatea ortodoxă și-a construit o altă biserică, mai încăpătoare, nu departe de vechea biserică. 

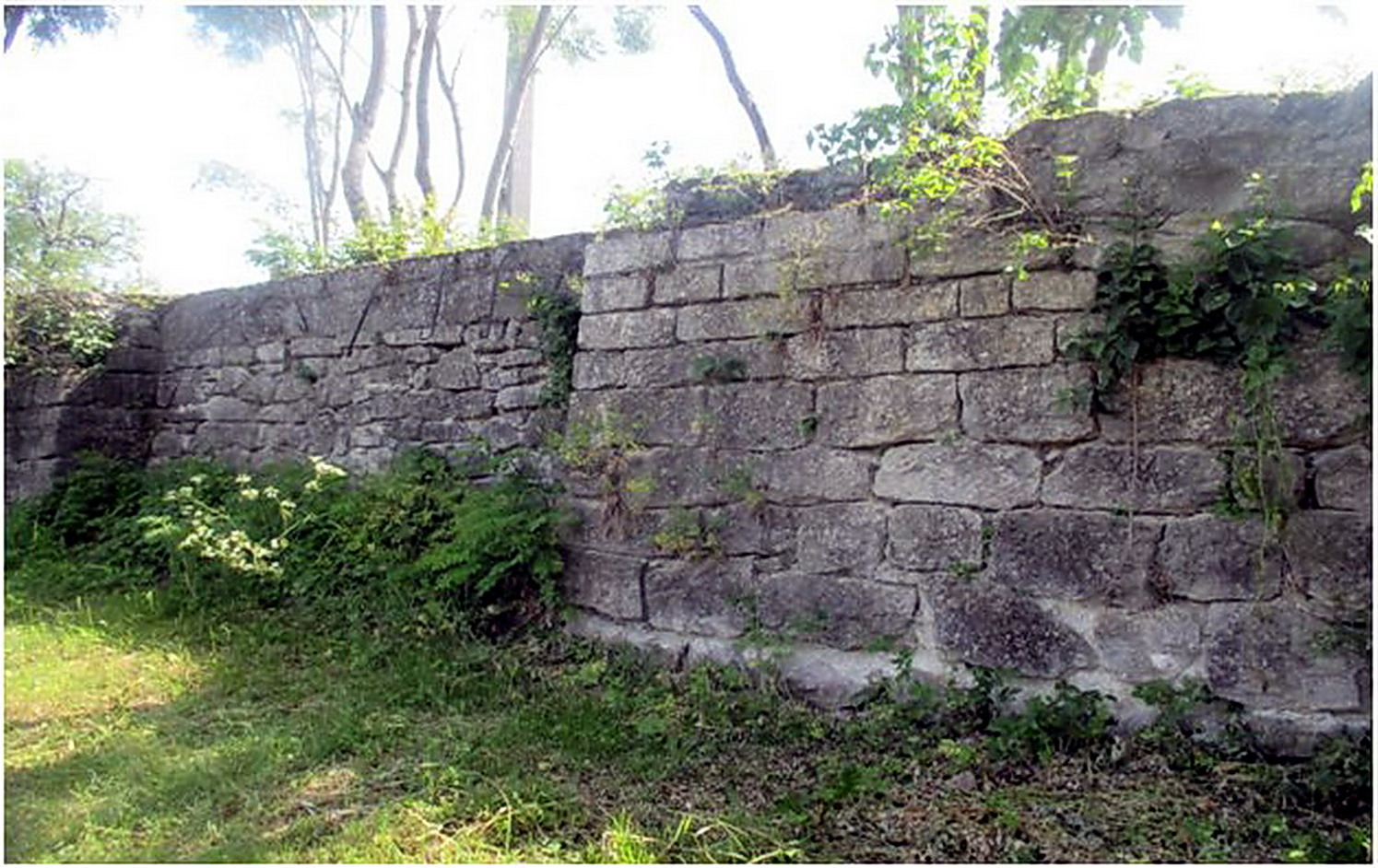
Fundația proiectatei Biserici Greco-Catolice în 1948

Comunitatea greco-catolică din sat (majoritară în perioada interbelică 1918-1944), reintrată în legalitate după 1989, a redobândit posesia lăcașului de cult în cursul anului 2005, după care l-a renovat. Deși localitatea se află în prezent în județul Cluj, parohia greco-catolică Săndulești, la fel ca întregul protopopiat român unit Turda (teritoriul fostului județ Turda), este subordonată canonic Arhieparhiei de Făgăraș și Alba Iulia.
In anul 1946 au început lucrări de edificare a unei noi biserici greco-catolice, în centrul satului, lângă actuala primărie. Până în anul 1948, anul desființării bisericilor greco-catolice din România, s-a executat fundația, care există și în prezent. Proiectul a rămas nefinisat. După reinstaurarea în drepturi legale ale bisericii greco-catolice după 1989 comunitatea greco-catolică a satului a folosit vechiul lăcaș de cult din 1702, în care se desfășoară și în prezent slujbele religioase.

## Monument
Mica biserică din Săndulești (nr. casă: 164), cu zidurile groase durate din piatră și cu toacă de lemn, este înscrisă pe Lista monumentelor istorice din județul Cluj, elaborată de Ministerul Culturii din România în anul 2015 (cod LMI CJ-II-m-B-07751).

## Masa Bărbaților

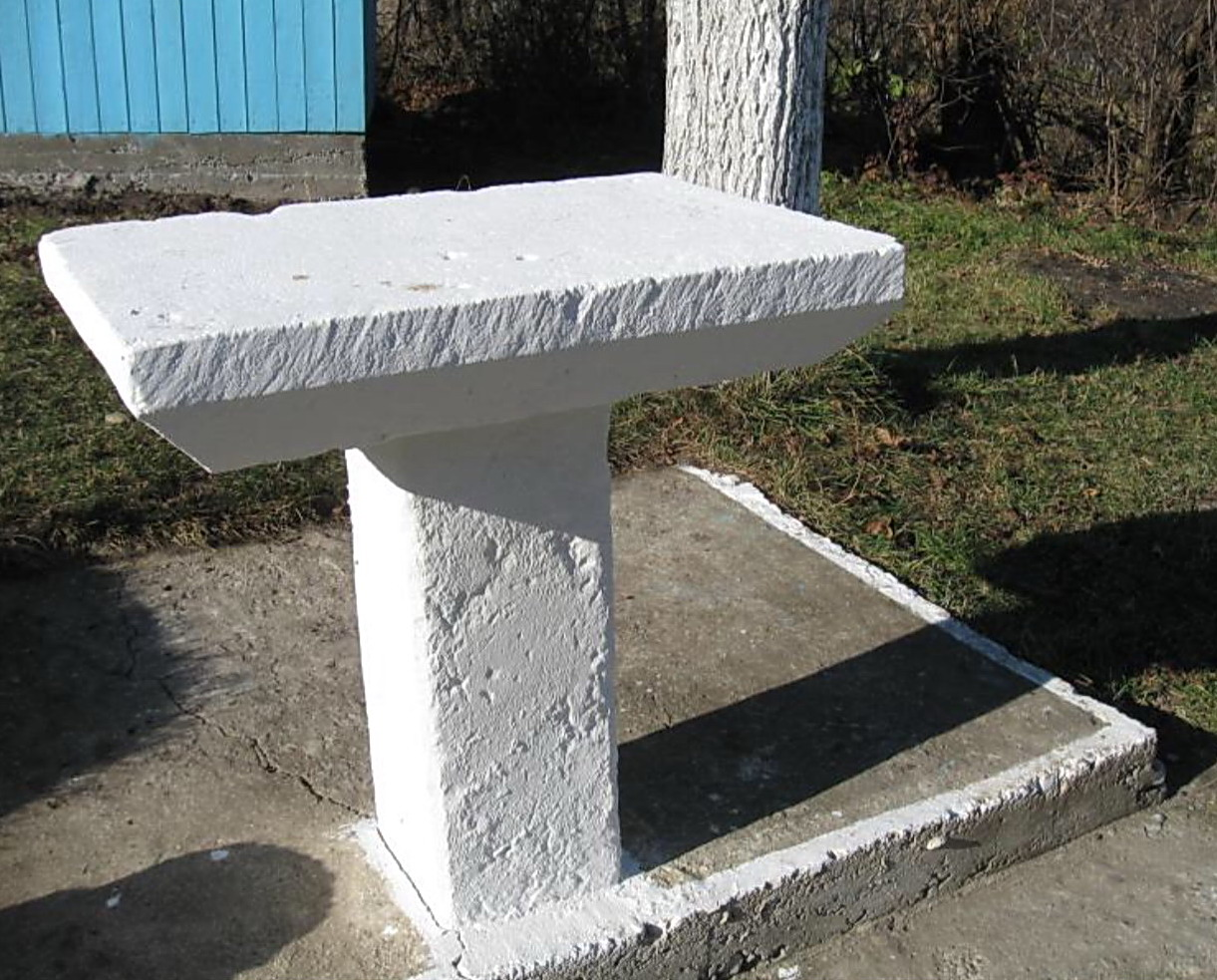
“Masa Bărbaţilor“

„Masa Bărbaților“ a fost utilizată în timp ce biserica a servit cultului ortodox (1948-1989). Ea era așezată în fața iconostasului și se folosea la cununii și parastasuri. După revenirea bisericii la cultul greco-catolic, masa a fost așezată în curte, fiind folosită de Paște, la slujba din noaptea de Înviere. 

## Galerie de imagini

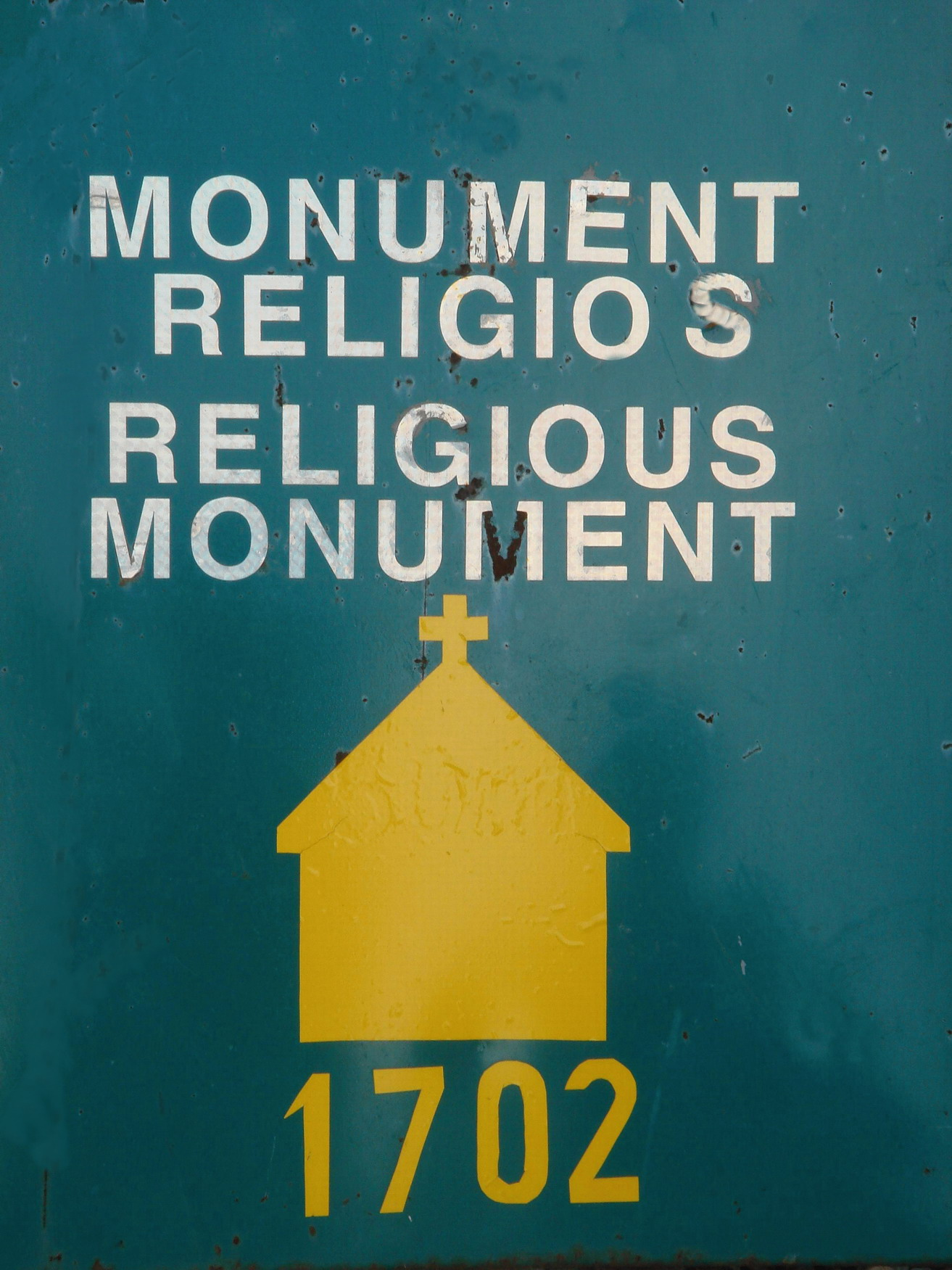
Placa comemorativă de la Biserica Sf.Arhangheli Mihail și Gavril
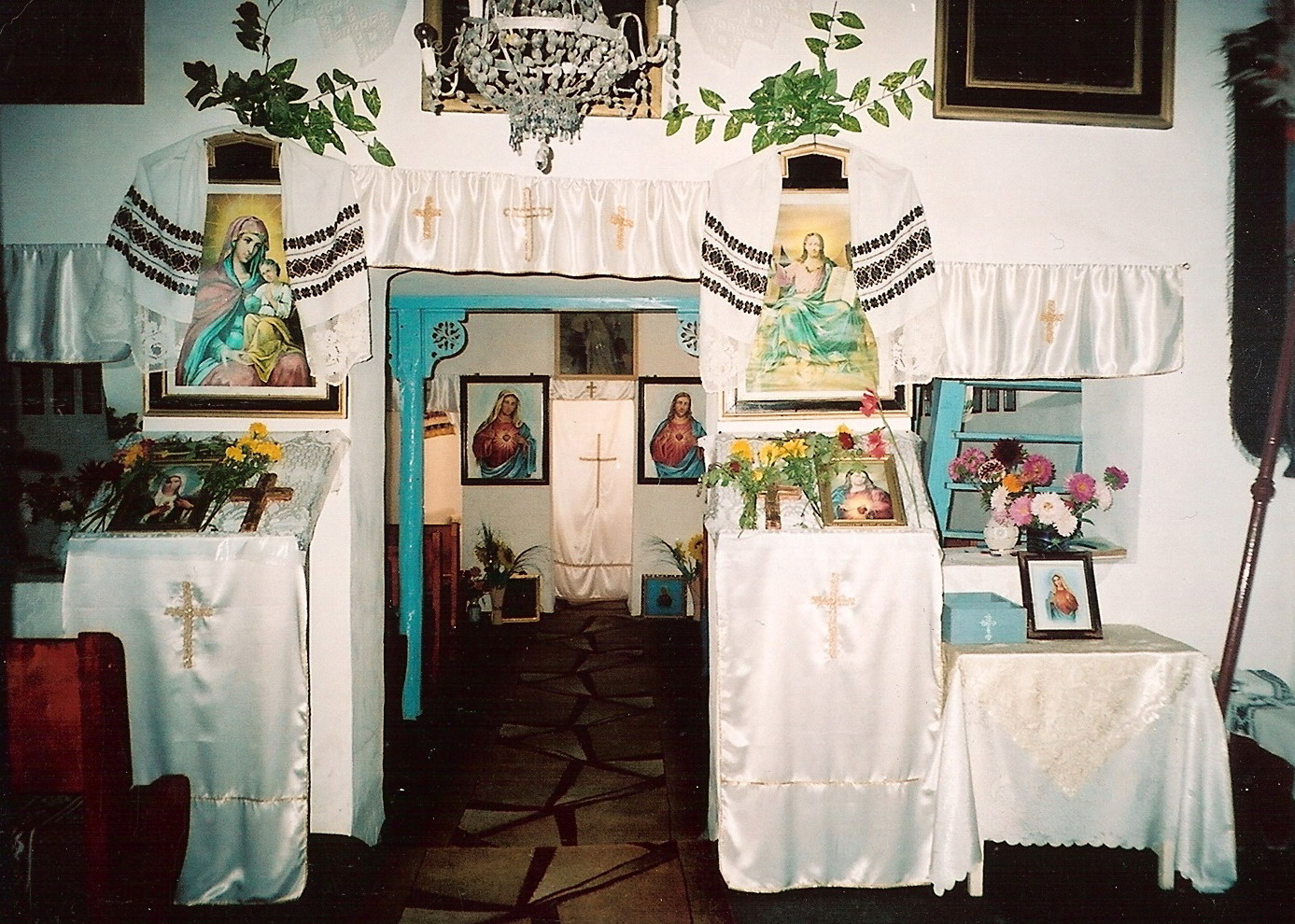
Interiorul bisericii
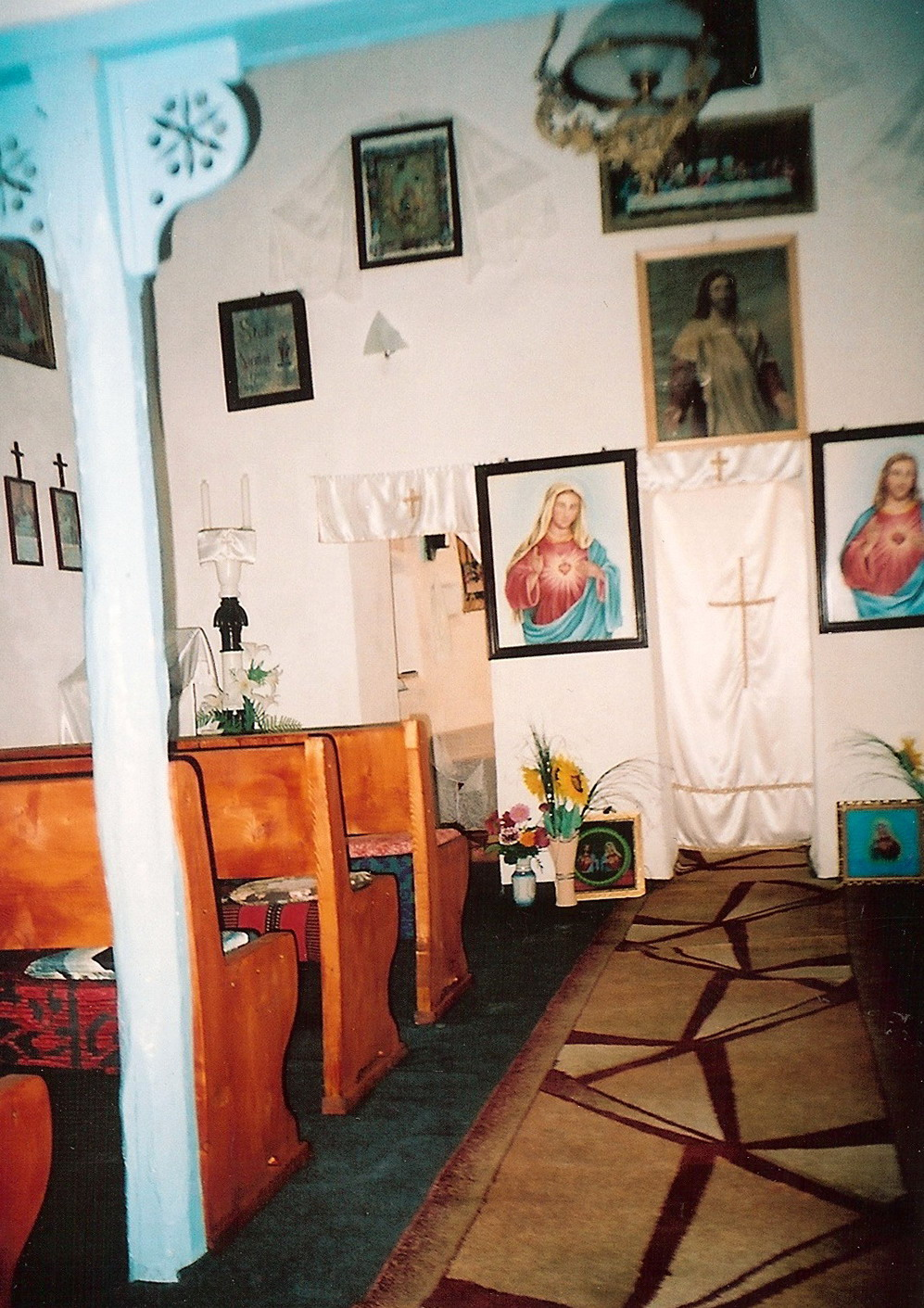
Interiorul bisericii
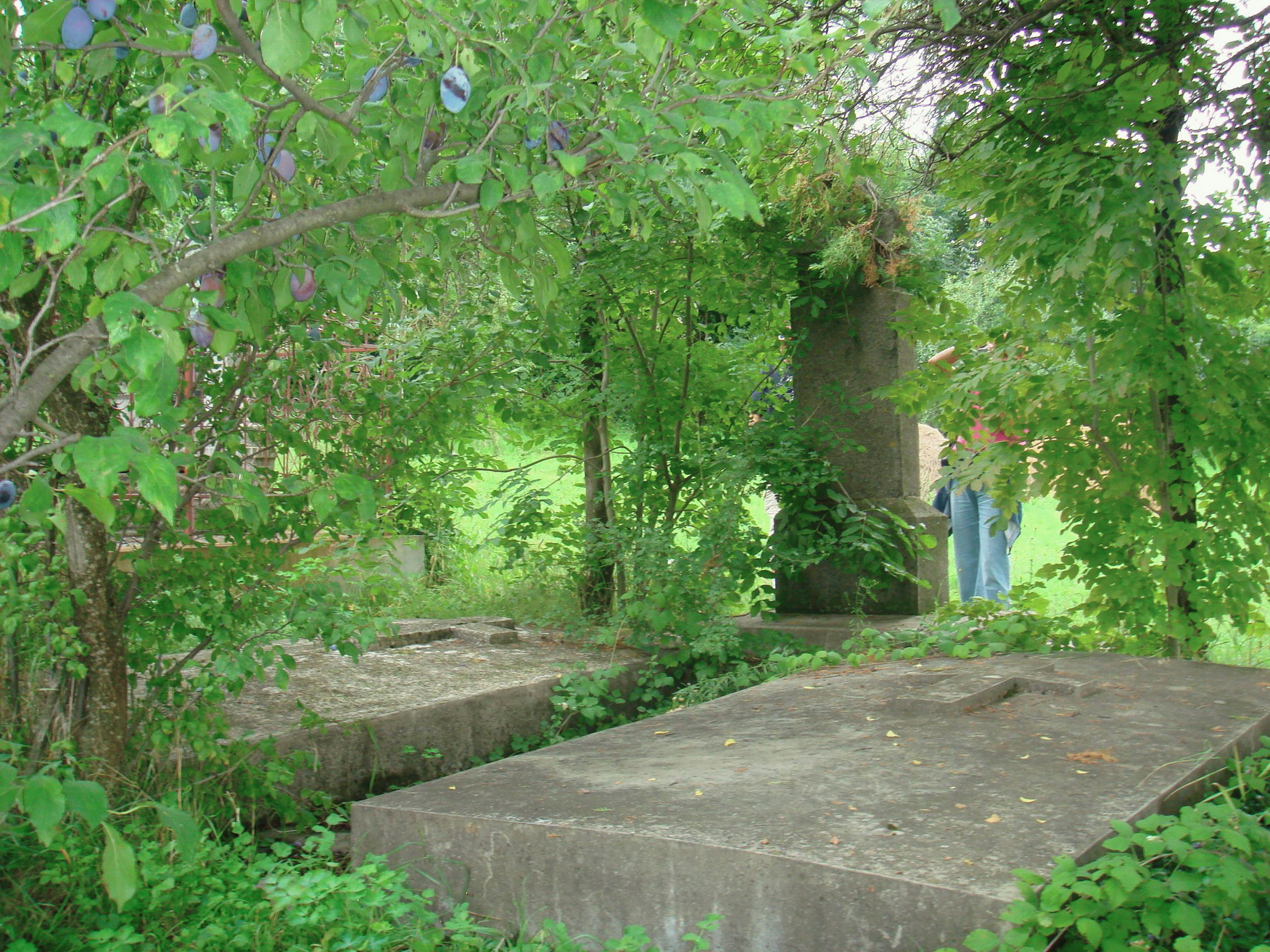
Morminte vechi în curtea Bisericii Greco-Catolice
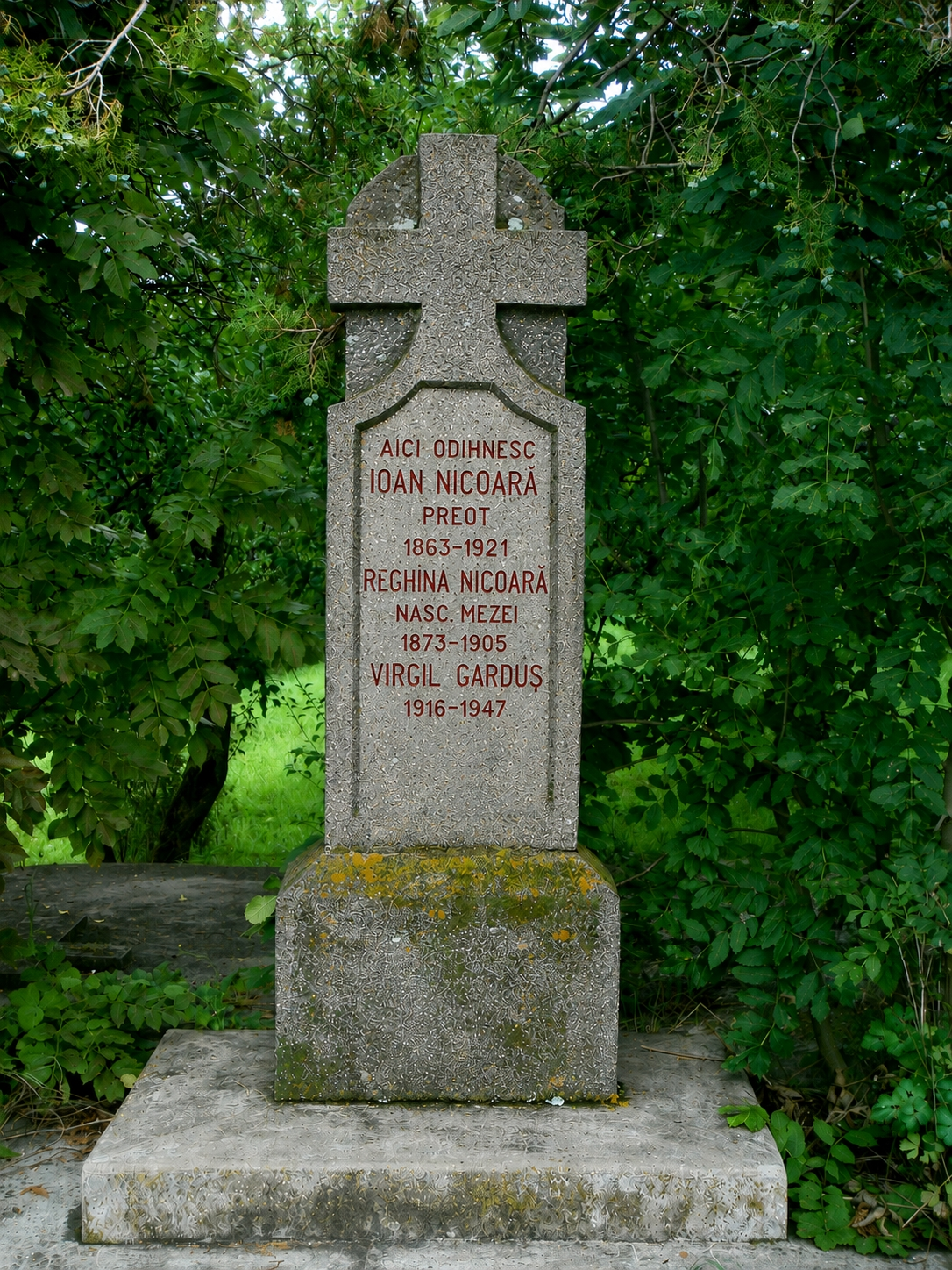
Mormânt vechi în curtea Bisericii Greco-Catolice